# Camptocosa
Camptocosa is een geslacht van spinnen uit de familie wolfspinnen (Lycosidae).

## Soorten
De volgende soorten zijn bij het geslacht ingedeeld:
- Camptocosa parallela (Banks, 1898)
- Camptocosa texana Dondale, Jiménez & Nieto, 2005